# Малайская альциона
Мала́йская альцио́на (лат. Actenoides concretus) — вид птиц семейства зимородковых.

## Описание
Длины тела малайской альционы 23—25 см, масса 60-90 г. У самца зелёный хохолок, чёрная маска на глазах, которая тянется до затылка, большая синяя полоса-борода. Воротник и нижняя сторона у самца красно-коричневого, спина и хвост синего цвета. У самки зелёные спина и зелёные крылья с более светлыми пятнами. В полёте можно увидеть закругленные крылья и блестящее, голубое туловище.

## Распространение
Малайская альциона обитает в густых лесах на низменности, обычно ниже отметки 1000 м над уровнем моря, у подножия горы Кинабалу до 1700 м.

## Образ жизни
Малайская альциона — это спокойная, робкая птица. На поиски корма отправляется в одиночку или парой. Он ловит свою добычу из укрытия, прежде всего, на земле, но также и в кроне деревьев и в воде. Питание состоит из крупных и мелких беспозвоночных животных, таких как цикады, усачи, богомолы, улитки, скорпионы длиной до 9 см, маленькие рыбы, слепозмейки и ящерицы. Предположительно птица умеет удалять ядовитое жало скорпионов.

## Размножение
Малайская альциона выкапывает гнездовую нору чаще в песчаной отмели, реже также в погибшем стволе дерева. Тоннель длиной 60 см имеет диаметр 10 см и заканчивается в гнездовой камере величиной 20 см. В гнездо откладывается обычно 2 яйца. Насиживание длится примерно 22 дня.

## Подвиды
Известны 3 подвида малайской альционы:
- A. c. concretus обитает на Суматре и Малайском полуострове на север вплоть до таиландской провинции Транг.
- A. c. peristephes обитает от Транг к северу до Тавой в Мьянме.
- A. c. borneanus встречается на Борнео.